# Volker Wieker
Volker Wieker (Delmenhorst, 1954. március 1. –) német tiszt, 2009 óta a Bundeswehr vezérkari főnöke. Katonatisztként vett részt a boszniai, a koszovói és az afganisztáni missziókban.